# La Planée
La Planée est une commune française située dans le département du Doubs, la région culturelle et historique de Franche-Comté et la région administrative Bourgogne-Franche-Comté.

## Géographie

### Description

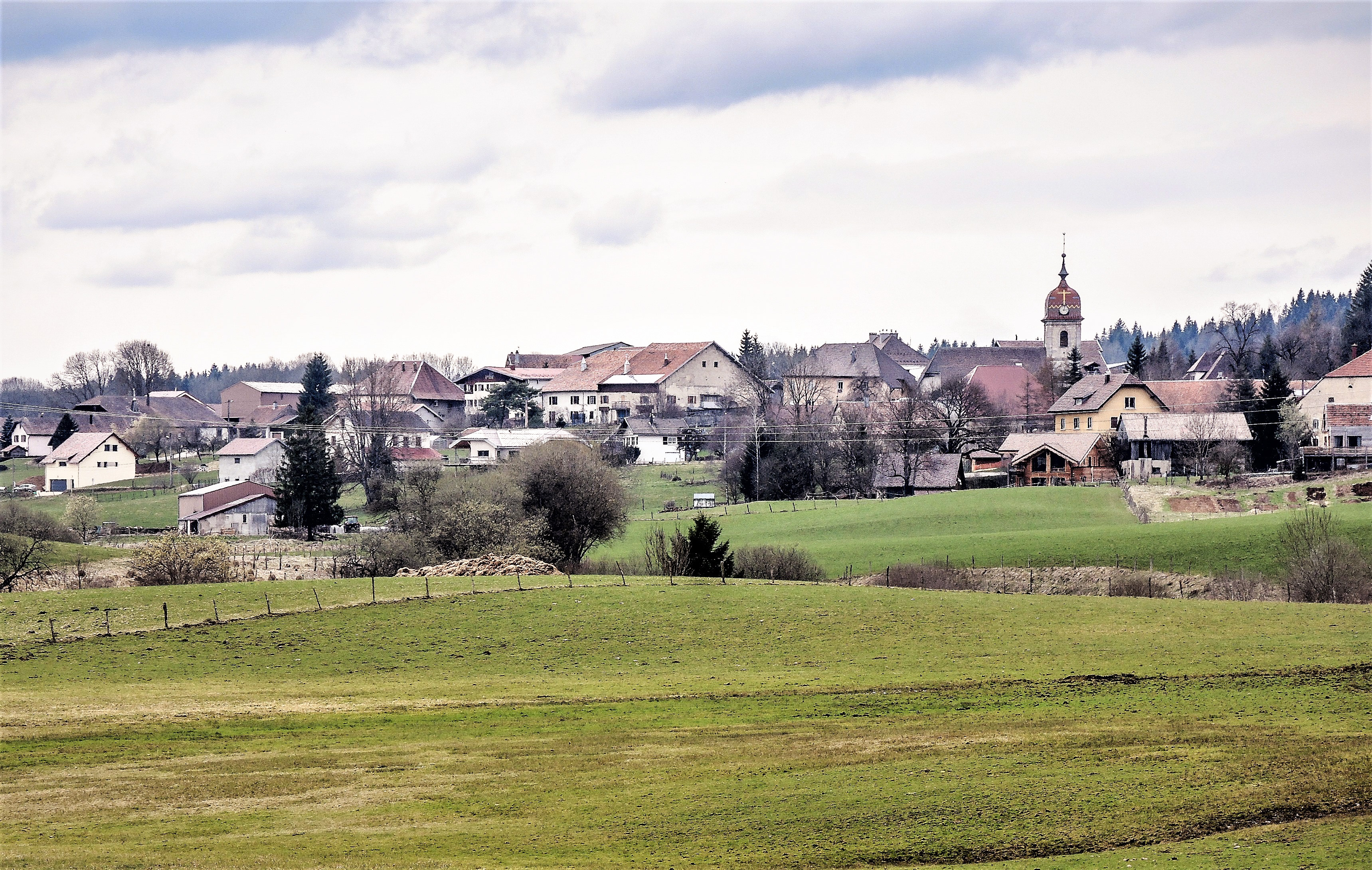
La Planée, vue de la route d'Oye-et-Palet.

La Plannée est un village situé à 13 km de Pontarlier et 70 km de Besançon.
Ses habitants sont « les Cabas ».

### Climat
Pour des articles plus généraux, voir Climat de la Bourgogne-Franche-Comté et Climat du Doubs.
En 2010, le climat de la commune est de type climat de montagne, selon une étude du Centre national de la recherche scientifique s'appuyant sur une série de données couvrant la période 1971-2000. En 2020, Météo-France publie une typologie des climats de la France métropolitaine dans laquelle la commune est exposée à un climat de montagne ou de marges de montagne et est dans la région climatique Jura, caractérisée par une forte pluviométrie en toutes saisons (1 000 à 1 500 mm/an), des hivers rigoureux et un ensoleillement médiocre.
Pour la période 1971-2000, la température annuelle moyenne est de 6,9 °C, avec une amplitude thermique annuelle de 16,2 °C. Le cumul annuel moyen de précipitations est de 1 616 mm, avec 13,4 jours de précipitations en janvier et 11 jours en juillet. Pour la période 1991-2020, la température moyenne annuelle observée sur la station météorologique de Météo-France la plus proche, « Labergement », sur la commune de Labergement-Sainte-Marie à 7 km à vol d'oiseau, est de 8,0 °C et le cumul annuel moyen de précipitations est de 1 459,4 mm. 
La température maximale relevée sur cette station est de 36,4 °C, atteinte le 31 juillet 1983 ; la température minimale est de −33 °C, atteinte le 9 janvier 1985,,.
Les paramètres climatiques de la commune ont été estimés pour le milieu du siècle (2041-2070) selon différents scénarios d'émission de gaz à effet de serre à partir des nouvelles projections climatiques de référence DRIAS-2020. Ils sont consultables sur un site dédié publié par Météo-France en novembre 2022.

## Urbanisme

### Typologie
Au 1er janvier 2024, La Planée est catégorisée commune rurale à habitat dispersé, selon la nouvelle grille communale de densité à 7 niveaux définie par l'Insee en 2022.
Elle est située hors unité urbaine. Par ailleurs la commune fait partie de l'aire d'attraction de Pontarlier, dont elle est une commune de la couronne,. Cette aire, qui regroupe 54 communes, est catégorisée dans les aires de moins de 50 000 habitants,.

### Occupation des sols
L'occupation des sols de la commune, telle qu'elle ressort de la base de données européenne d’occupation biophysique des sols Corine Land Cover (CLC), est marquée par l'importance des forêts et milieux semi-naturels (61,8 % en 2018), une proportion identique à celle de 1990 (61,8 %). La répartition détaillée en 2018 est la suivante : 
forêts (58,7 %), prairies (36,2 %), milieux à végétation arbustive et/ou herbacée (3,1 %), zones urbanisées (2 %). L'évolution de l’occupation des sols de la commune et de ses infrastructures peut être observée sur les différentes représentations cartographiques du territoire : la carte de Cassini (XVIIIe siècle), la carte d'état-major (1820-1866) et les cartes ou photos aériennes de l'IGN pour la période actuelle (1950 à aujourd'hui).

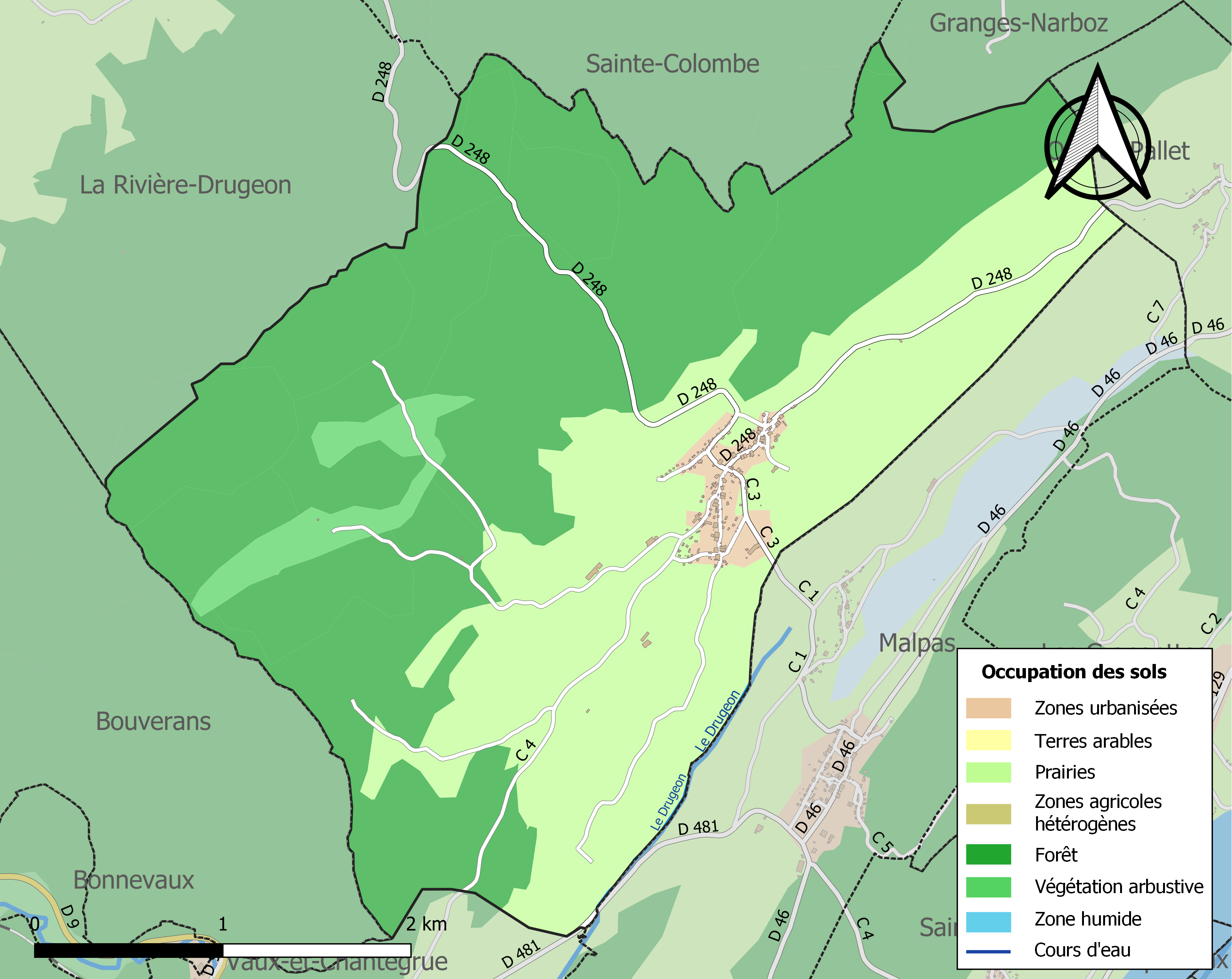
Carte des infrastructures et de l'occupation des sols de la commune en 2018 (CLC).

### Habitat et logement
En 2018, le nombre total de logements dans la commune était de 153, alors qu'il était de 128 en 2013 et de 112 en 2008.
Parmi ces logements, 81,7 % étaient des résidences principales, 13,7 % des résidences secondaires et 4,6 % des logements vacants. Ces logements étaient pour 77,1 % d'entre eux des maisons individuelles et pour 22,9 % des appartements.
Le tableau ci-dessous présente la typologie des logements à la La Planée en 2018 en comparaison avec celle du Doubs et de la France entière. Une caractéristique marquante du parc de logements est ainsi une proportion de résidences secondaires et logements occasionnels (13,7 %) supérieure à celle du département (4,3 %) et à celle de la France entière (9,7 %). Concernant le statut d'occupation de ces logements, 84 % des habitants de la commune sont propriétaires de leur logement (87,5 % en 2013), contre 59,4 % pour le Doubs et 57,5 % pour la France entière.
| Typologie                                               | La Planée | Doubs | France entière |
| ------------------------------------------------------- | --------- | ----- | -------------- |
| Résidences principales (en %)                           | 81,7      | 87,1  | 82,1           |
| Résidences secondaires et logements occasionnels (en %) | 13,7      | 4,3   | 9,7            |
| Logements vacants (en %)                                | 4,6       | 8,5   | 8,2            |

## Toponymie
Planeta en 1255 ; de Planicie en 1283 ; La Planée en 1292 ; La Planoye en 1363. Le toponyme évoque les défrichements médiévaux se rattachant à la mise en valeur du Haut-Doubs.

## Politique et administration

### Rattachements administratifs et électoraux

#### Rattachements administratifs
La commune se trouve dans l'arrondissement de Pontarlier du département du Doubs.
Elle faisait partie depuis 1801 du canton de Pontarlier. Dans le cadre du redécoupage cantonal de 2014 en France, cette circonscription administrative territoriale a disparu, et le canton n'est plus qu'une circonscription électorale.

#### Rattachements électoraux
Pour les élections départementales, la commune fait partie depuis 2014 du canton de Frasne.
Pour l'élection des députés, elle fait partie de la cinquième circonscription du Doubs.

### Intercommunalité
La Planée était membre de la communauté de communes du Mont d'Or et des deux Lacs, un établissement public de coopération intercommunale (EPCI) à fiscalité propre créé en 1999 et auquel la commune avait transféré un certain nombre de ses compétences, dans les conditions déterminées par le code général des collectivités territoriales.
Dans le cadre des dispositions de la loi portant nouvelle organisation territoriale de la République du 7 août 2015, qui prévoit que les établissements publics de coopération intercommunale (EPCI) à fiscalité propre doivent avoir un minimum de 15 000 habitants, cette intercommunalité a fusionné avec sa voisine pour former, le 1er janvier 2017, la communauté de communes des Lacs et Montagnes du Haut-Doubs, dont est désormais membre la commune.

### Liste des maires
| Période                                  | Période                        | Identité         | Étiquette | Qualité                          |
| ---------------------------------------- | ------------------------------ | ---------------- | --------- | -------------------------------- |
| Les données manquantes sont à compléter. |                                |                  |           |                                  |
| mars 2001                                | 2008                           | Michel Saget     |           |                                  |
| mars 2008                                | 2014                           | Gilles Tissot    |           |                                  |
| mars 2014                                | septembre 2022                 | Michel Seguin    |           | Chef d'entreprise Démissionnaire |
| octobre 2022                             | En cours (au 16 décembre 2022) | Laurette Pagnier | SE        | Profession libérale              |

## Démographie
L'évolution du nombre d'habitants est connue à travers les recensements de la population effectués dans la commune depuis 1793. Pour les communes de moins de 10 000 habitants, une enquête de recensement portant sur toute la population est réalisée tous les cinq ans, les populations de référence des années intermédiaires étant quant à elles estimées par interpolation ou extrapolation. Pour la commune, le premier recensement exhaustif entrant dans le cadre du nouveau dispositif a été réalisé en 2008.

En 2022, la commune comptait 325 habitants, en évolution de +16,49 % par rapport à 2016 (Doubs : +1,88 %, France hors Mayotte : +2,11 %).
| 1793 | 1800 | 1806 | 1821 | 1831 | 1836 | 1841 | 1846 | 1851 |
| ---- | ---- | ---- | ---- | ---- | ---- | ---- | ---- | ---- |
| 312  | 300  | 298  | 294  | 324  | 370  | 372  | 387  | 425  |

| 1856 | 1861 | 1866 | 1872 | 1876 | 1881 | 1886 | 1891 | 1896 |
| ---- | ---- | ---- | ---- | ---- | ---- | ---- | ---- | ---- |
| 394  | 395  | 339  | 322  | 297  | 299  | 322  | 277  | 259  |

| 1901 | 1906 | 1911 | 1921 | 1926 | 1931 | 1936 | 1946 | 1954 |
| ---- | ---- | ---- | ---- | ---- | ---- | ---- | ---- | ---- |
| 254  | 217  | 213  | 195  | 180  | 179  | 170  | 199  | 198  |

| 1962 | 1968 | 1975 | 1982 | 1990 | 1999 | 2006 | 2008 | 2013 |
| ---- | ---- | ---- | ---- | ---- | ---- | ---- | ---- | ---- |
| 184  | 167  | 133  | 154  | 167  | 200  | 225  | 232  | 250  |

| 2018 | 2022 | - | - | - | - | - | - | - |
| ---- | ---- | - | - | - | - | - | - | - |
| 314  | 325  | - | - | - | - | - | - | - |

## Économie
Les  principales activités du village sont l’agriculture et l’exploitation forestière.

## Culture locale et patrimoine

### Lieux et monuments
- La croix de La Planée du début du XVIIe siècle,  Classée MH (1992)[21].
- L'église paroissiale de l'Assomption avec son clocher comtois[22].
- Monument aux morts

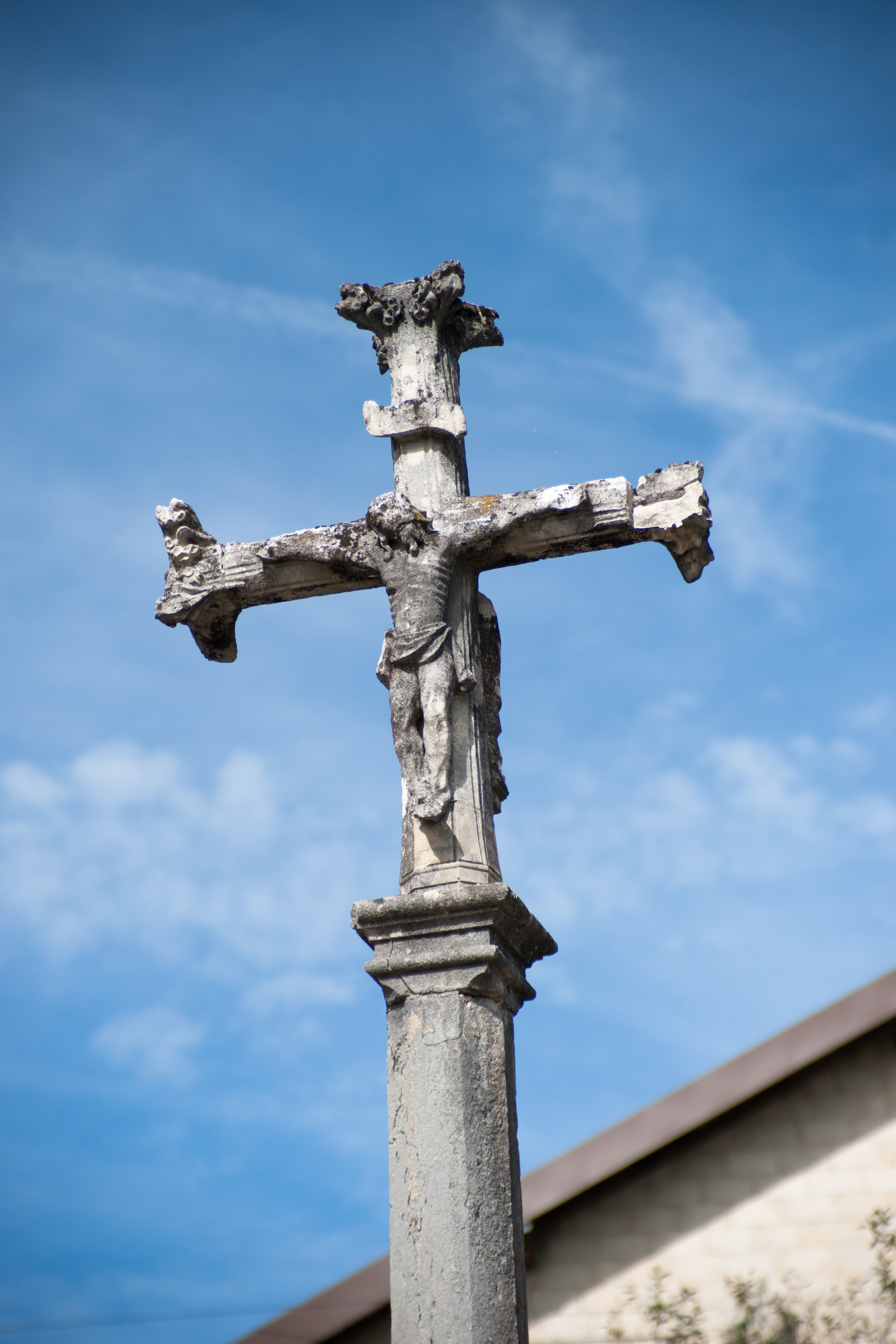
Détail de la Croix de La Planée.
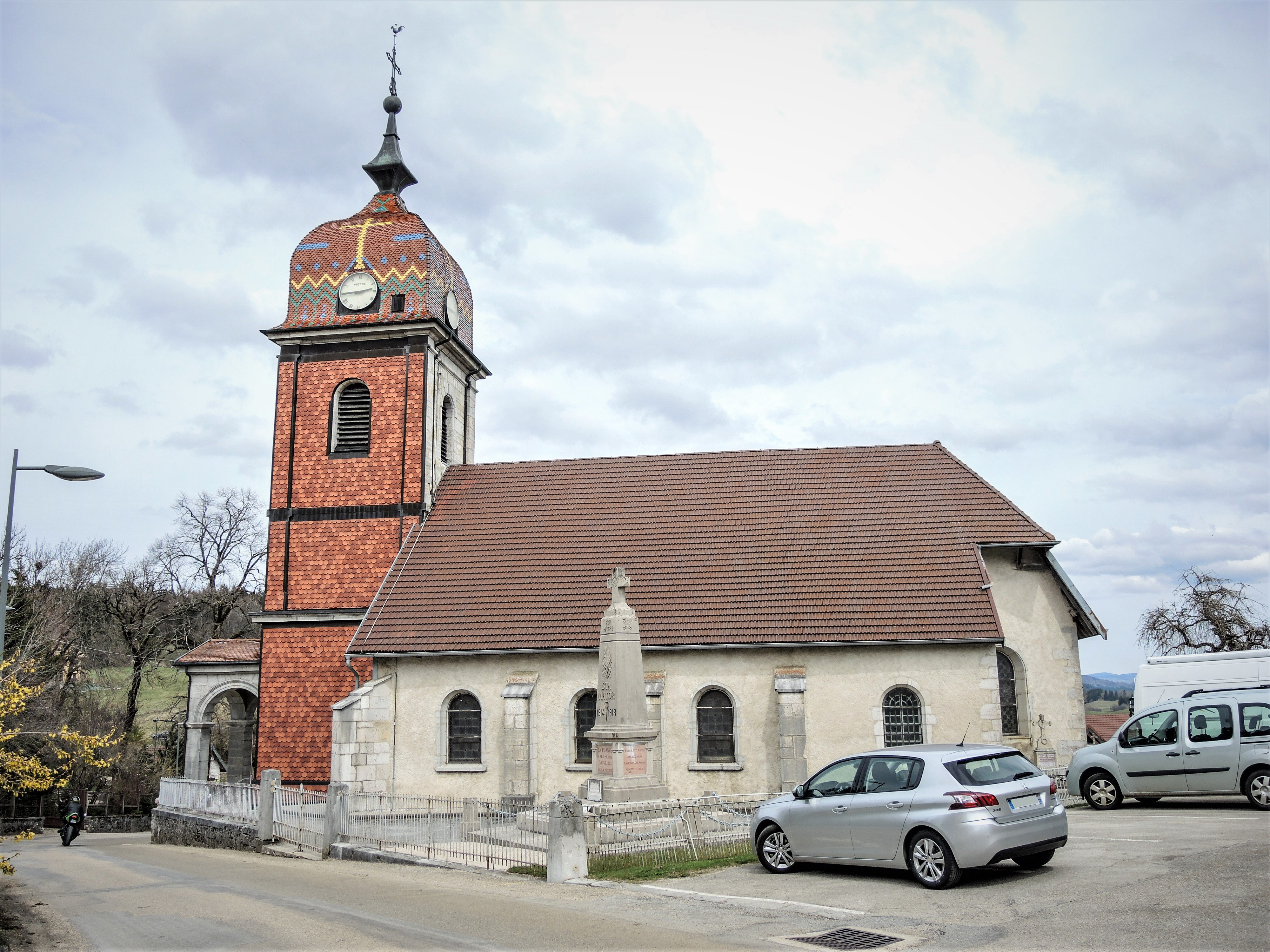
L'église...
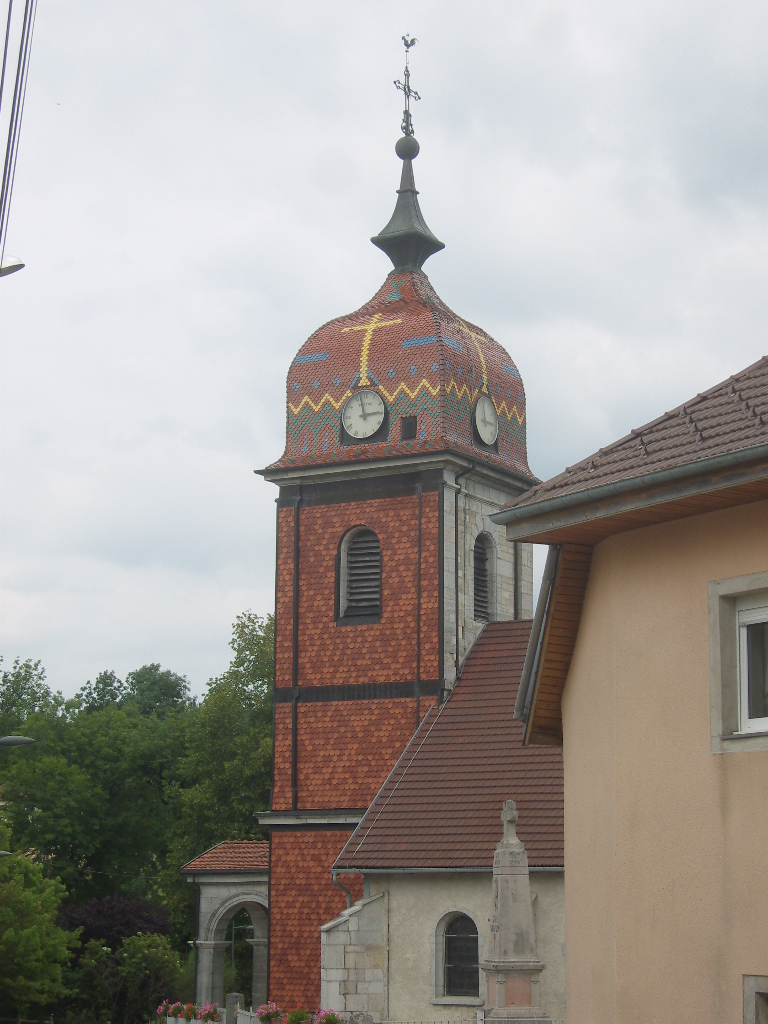
... et son clocher comtois.
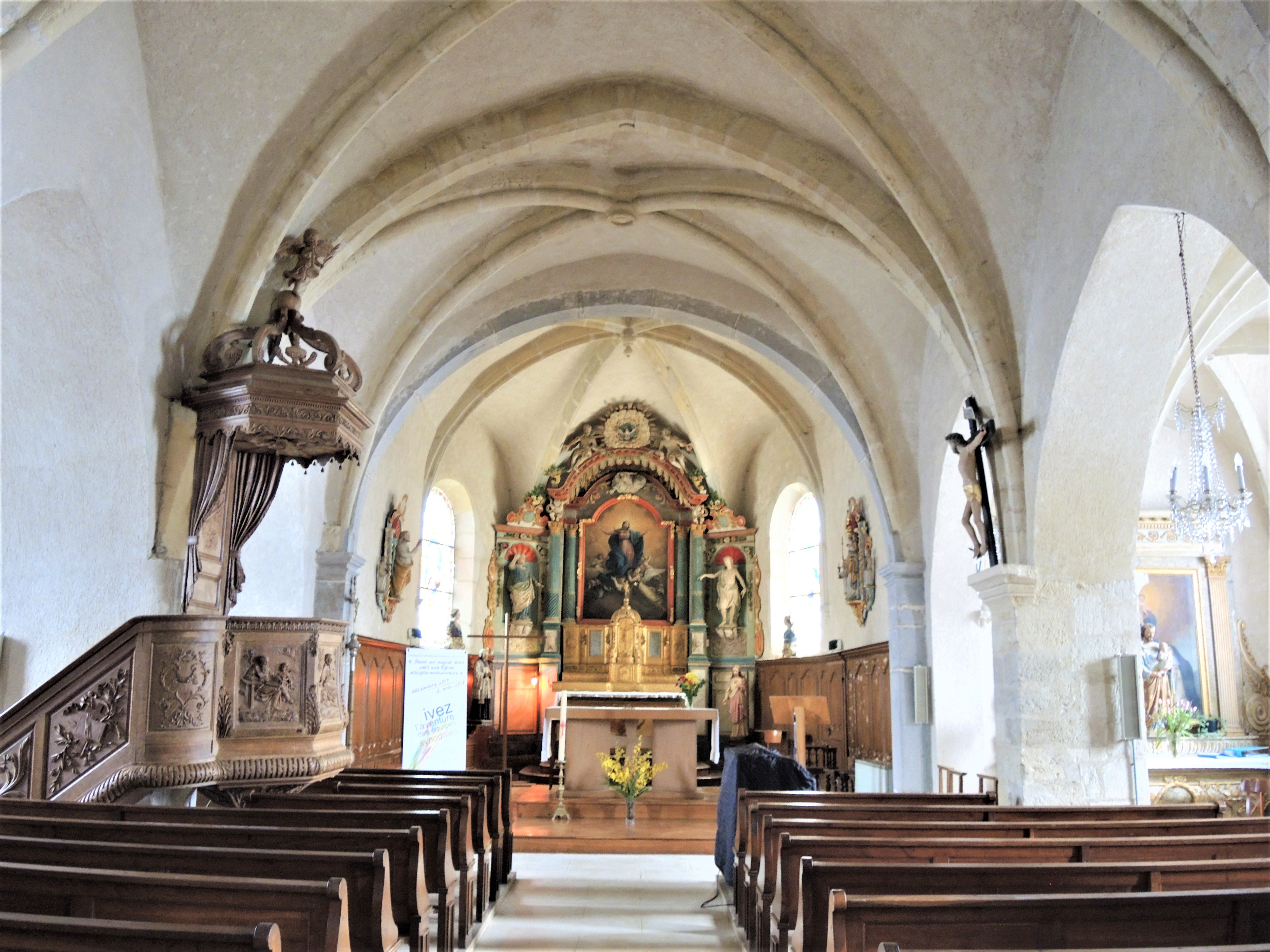
La nef de l'église.
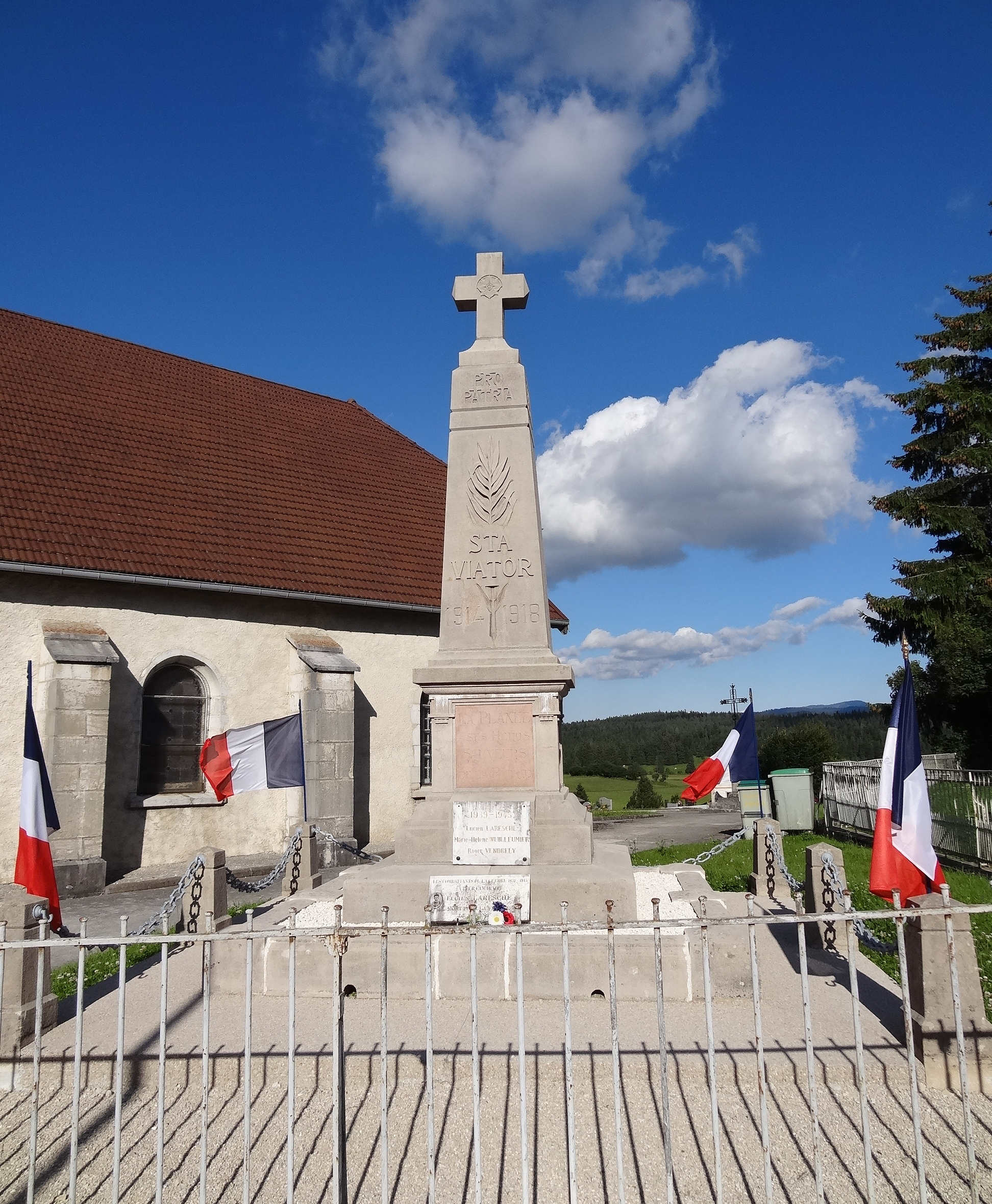
Monument aux morts.